# コルンバ
聖コルンバ（Saint Columba、521年12月17日 - 597年6月9日）はアイルランド出身の修道僧で、スコットランドや北部イングランド布教の中心となったアイオナ修道院を創設した。アイルランド語ではコルム・キル（Colum Cille）。これは教会の鳩を意味する語句である。カトリック教会、聖公会、ルーテル教会、正教会の聖人。アイルランド、スコットランドの守護聖人。祝日は6月9日。

## 来歴
イングランドや北ヨーロッパが異教のゲルマン人に席捲された後もキリスト教の伝統が残ったケルトの島、アイルランド北西部はドニゴール地方の高貴な王族（Ui Neill:O'Neill オニール）の家系に生まれた。彼は聖職者を里親としたことからやがて信仰の道に入り、クロナード修道院の名僧フィニアンの下で修行した後、543年には故郷アルスターにデリー修道院を建立した。
546年には名高いダロウ修道院を創建して自ら修道院長となっている。その後もアイルランド各地に数多くの修道院を建立したと伝えられる。
しかし、560年頃信仰上の争いから激しい迫害を受け、563年にアイルランドを逃れて、スコットランド西方海上に浮かぶヘブリディーズ諸島のアイオナ島に新たな修道院を創建した。
コルンバはこのアイオナ修道院を拠点にスコットランド各地に布教を行い、その弟子たちはさらに北部イングランドや西ヨーロッパ各地にまでケルト系修道院を広めた。このためコルンバはケルト系修道院制度の父とされ、アイルランドの三大守護聖人の一人となった。
弟子に、西ヨーロッパ各地にケルト系修道院制度を伝えた、聖コルンバヌス（540年 - 615年）がいる。